# 増元るみ子
増元 るみ子（ますもと るみこ、1953年（昭和28年）11月1日 - ）は、北朝鮮による拉致被害者（日本政府認定の拉致被害者）である。1978年（昭和53年）8月12日夜、交際相手の市川修一とともに鹿児島県日置郡吹上町（現、日置市）の吹上浜で拉致された。当時24歳であった。

## 人物・おいたち
鹿児島県鹿児島市池之上町出身。父増元正一は営林署勤めで、屋久島のスギを搬送する仕事に就いていた。四人兄弟（二男二女）の3番目で次女。「家族会」（北朝鮮による拉致被害者家族連絡会）の事務局長だった増元照明は末弟でるみ子の2歳年下である。中学・高校時代は卓球部に所属してサウスポーの選手として活躍し、照明も中学では同じ部に入った。幼いときから照明は厳格な父親に叱られ、殴られることも多かったが、るみ子はよく照明を庇い、ときには一緒に泣いてくれる、弟思いの優しい姉であった。鹿児島女子高等学校を卒業後は、鹿児島市内のコカ・コーラで事務員をしていた。照明が北海道大学に合格したとき、るみ子は給料の大半をはたいてSEIKOの腕時計を弟にプレゼントし、照明が北海道から帰省するたびに鹿児島空港まで迎えに行った。兄弟のなかでも、るみ子と照明は特別に仲が良かった。
るみ子以外の3人の兄弟たちにとって父親の正一は怖くて近寄りがたい存在であった。長男の信一は父親と衝突し、高校を卒業すると遠い静岡県で自活する生活を送った。そうした中にあって、るみ子だけは平気で父になついていた。不在がちの父が家に帰るたび、「父ちゃん、お帰り」と率先して声をかけるのは、るみ子であった。とにかく明るい性格で、姉のフミ子は彼女は増元家にとって太陽のような存在だったと振り返っている。父親にとっても格別にかわいい存在だったろうと思われる。
るみ子は琴を習っていた。仕事先はコカ・コーラに3年いたが、残業や日曜出勤も多く稽古事などもできなかったので退職し、鹿児島県庁のアルバイトなどをしながら次の仕事を探した。スーパーマーケットのダイエーが大阪で社員を募集しており、応募も考えたが、姉に「鹿児島におらんね」と言われたのですぐに諦めた。事件があった頃は、船用品を扱う会社に勤めていた。

## 拉致と拉致報道
増元るみ子（当時24歳）が交際相手の市川修一（当時23歳）とともに失踪したのは1978年8月12日の午後、照明が大学4年の夏休みで実家に帰省しているときのことであった。前日の夜、るみ子は母とフミ子と照明に「明日、市川さんという男性と吹上浜へ夕陽を見に行く」と嬉しそうに語っていたが、照明は内心ショックを受け、寂しさも感じていたという。12日の土曜日、るみ子は半日の仕事を終えて帰宅し、戸外で待つ修一の自動車に乗って遅く起きた照明に「行ってきます」と照れ臭そうに笑った。それが照明が見た最後の笑顔であった。
深夜になってもるみ子が帰らないので家族は心配した。遅れるときは必ず、電話を入れたし、無断外泊をするような人ではなかった。1日だけ待って14日早朝、市川・増元両家で捜索することとし、日置郡吹上町（現、日置市）の吹上浜キャンプ場に行くと、鍵のかかったままの市川の自家用車があり、窓から車内を見ると、カメラとるみ子のバッグがあった。市川・増元両家の親族が2人の名を呼びながら付近を探し回ったが、手がかりとなるものは見つからず、加世田警察署に捜索を依頼した。この日はまた、偶然にも長男信一から電話が入っていた。父と衝突して家を出て以来、自分のほうから決して連絡してこなかった信一が何年かぶりで電話を寄こしたのである。実家でのただならぬ状況に驚いた信一は急遽帰省し、捜索活動に加わった。
酷暑のなか、10日以上にわたって警察ほか消防団や親族・知人も協力して駐車場周辺を捜索したが、発見されたのは、裏返しになった修一のサンダルの片方だけであった。バッグにはるみ子の財布や小物が入っており、カメラのフィルムを現像すると、デート中に互いを撮影しあった写真がおさめられていた。警察犬は、何度もサンダルがひっくり返った地点で止まった。捜索活動には巡視艇まで加わったが、何の手がかりも得られなかった。連日、大捜索がなされたため、松林には新しく小道ができたほどであった。状況からは「強盗」や「蒸発」は考えられず、両家とも2人の交際を喜んでいたので「駆け落ち」「心中」の可能性もなかった。警察の記録には「事件性を含む失踪」とあった。まるで神隠しのような事件であった。母は気も狂わんばかりになっており、厳しく怖かった父は打ちひしがれ、力なく、寂しそうにしていた。るみ子の名が出るたびに母は涙を流し、るみ子の話題は家族の中ではいつしかタブーとなっていた。るみ子の遺留品を母は絶対に受け取ろうとはせず、成人式のときの晴れ着姿のるみ子の写真に毎日陰膳を据えた。父が一番大事にしていた写真であった。
るみ子失踪から約1年半後、突然、サンケイ新聞の阿部雅美記者が取材に訪れた。
同時期に起きた、新潟県柏崎市の蓮池・奥土、福井県小浜市の地村・浜本、そして鹿児島の市川・増元のアベック失踪事件を追っているという。富山県雨晴海岸ではアベック拉致未遂事件が起きており、現場に残された犯人の遺留品は日本製のものがなく、工業力の遅れた共産圏の製品がほとんどを占めていた。阿部は北朝鮮の関与を指摘した。家族は半信半疑ながら、「もし、海難事故や暴力沙汰に巻き込まれたのでないとしたら、それは生きているということではないか。生きているのならば、いつかまた会える」と考えると一条の光が射し込む思いを禁じえなかった。阿部の取材は1980年1月7日に『サンケイ新聞』1面トップの記事となった。記事に北朝鮮の名はなかったが、フミ子は妹の失踪は北朝鮮の拉致以外にはありえないと確信するようになっていた。しかし、他のマスメディアはことごとくサンケイ記事を黙殺し、いわゆる「後追い報道」はひとつもなかった。
なお、2002年10月19日付「南日本新聞」は、拉致事件の前後約1週間にわたって吹上浜付近の海域に北朝鮮の船が来ていたことを警察の一部はつかんでいたことを報じた。

## 家族会の結成と安明進証言
1982年、父の正一は定年をむかえて官舎を出なければならなくなったが、るみ子が戻ってきたときに自分の家を見つけられずに茫然としているようなことがないか心配だった。頼み込んで定年を2年延長させてもらい官舎に住み続けたが、定年後は姶良郡姶良町（現、姶良市）に移った。その後、1987年に大韓航空機爆破事件が起こり、実行犯の金賢姫が日本人拉致被害者の「李恩恵」から日本人化教育を受けたという報道があった。失踪したカップルの女性のなかの誰かではないかという報道もなされた。家族は、こうした報道がもとでるみ子が殺されてしまうのではないかと気が気ではなかった。1995年、テレビ局の記者石高健次がもたらした元北朝鮮工作員安明進の情報によれば、安は1990年から1991年にかけて平壌で市川修一を目撃したという。これは増元家にとっても大きな励みとなった。
1997年3月、東京の水産卸会社に勤める照明に父から「家族会が結成されることになったので、参加のため上京する」との連絡が入った。3月25日、家族会発足の日に集まった拉致被害者家族たちは、市川家の人びと以外は照明にとっては初対面であったが、正一と地村保志の父とは川崎敬三の行方不明者探しの番組で一緒に出たことがあり、面識があった。被害者の実名を出すか否かで話し合ったが、結局、すでに20年近くも何も動かない状況が続いており、このままでは今後も同じ状況が続くだけであり、実名を出して世間に訴えるべき時が来ている、黙っていたほうが、かえって簡単に消されてしまう可能性が高いと判断し、実名を出して活動することに意を決した。署名を集める活動がすぐさま開始された。
それまで、るみ子の話になるとすぐに涙ぐみ、メソメソと泣いていた母の信子は、みずから率先して一軒一軒回って署名を集めるようになった。彼女が積極的になったのは、これで声を大にして娘の救出を世間に訴えることができる、やっと娘を助けるために自分の力でできることを見つけた、そのような思いからであろう。るみ子の高校の同窓会にも署名依頼をおこなった。9月の鹿児島市中心部での署名活動には、嫁ぎ先の熊本県から姉のフミ子が、東京からは照明が参加した。長年家を出ていた長男信一も年老いた両親が住む家の周辺に転勤先を見つけて姶良町の両親と同居するようになり、彼もまた署名活動に参加した。2000年秋、照明は首相官邸で森喜朗内閣総理大臣に土下座して姉の救出を懇願した。森は、拉致問題を棚上げにしての日朝国交樹立はないと言明した。
るみ子の目撃情報について、脱北した元工作員の安明進が1998年に来日した際、失踪直前の写真(失踪時に車内にあったカメラのフィルムを現像した写真で、るみ子は帽子をかぶり、サングラスをかけて赤いトレーナーを着ている）を見せたところ、「知らない」といわれて増元家の人々は落胆した。安自身も、日本の警察には「似ている人を見たが、はっきりとは言い切れない」と断定を避けたという。しかし、2002年に別の写真（全身写真）を見せたところ、安は「横田めぐみと一緒に笑いながらいた女性に違いない」と証言している。これは、拉致の2カ月ほど前の写真で、父親と一緒に写ったものとしては最後の1枚であった。

## 2002年の「死亡」報告
2002年9月17日、日本の小泉純一郎首相が訪問して金正日国防委員長と会談を行い、日朝平壌宣言を発表した。そのとき、北朝鮮側はそれまで「事実無根」と主張してきた拉致犯罪を一転して正式に認め、謝罪した。
金正日は以上のように弁明し、チャン・ボンリムとキム・ソンチョルを処罰したと説明した。また、拉致被害者の安否情報を日本側に提供したが、それによれば増元るみ子を含めた8人はすでに死亡したということであった。
このとき、父の正一は鹿児島の病院で肺がんのため入院していた。病院のテレビで「死亡」の情報が流れた瞬間、母の信子は泣き崩れた。ベッドの上の正一は大声で「るみ子は死んどらん! 生きとるッ。北朝鮮の言うことはウソばかりじゃ」と怒鳴った。正一が体調を崩した春以来、信子はこんな大声を聞いたことがなかった。翌日、照明は病床の正一を訪ねて「これは絶対ウソだからね。信じたらいかん。絶対生きとる」と声をかけた。その朝、家族会メンバーの宿泊先を訪れた内閣官房副長官の安倍晋三も、安否情報はあくまでも北朝鮮が言ってきたそのままを伝えたもので、日本政府として確認したものでは決してないことを言明しており、母にもそのように伝えた。
拉致被害者たちが死亡したとする北朝鮮側の説明には日本国民の北朝鮮に対する憤怒の念が噴き出し、これを受けるかたちで日本の外務省は北朝鮮に事実調査チームを送って9月28日から10月1日にかけて調査を行い、10月2日、その結果を発表した。増元るみ子に関しては、以下のような内容であった。
父の正一は気丈に振る舞ってはいたが、外務省による「るみ子死亡」の宣告で受けた打撃は大きかった。その後、10月10日、酸素マスク姿の正一は照明が回すビデオカメラに向かって「もう迎えにいけんから、帰ってきてくれ」という、るみ子に向けた最後のメッセージをのこした。11日、容態が悪化し、延命措置をとることに決めた。その日、正一は「俺は、るみ子と市川君との結婚を許す」など、いろいろなことを語った。そして、照明に対し、「わしは日本を信じるッ! だからお前も信じろッ!」と言い残した。10月17日、「生存」とされた5人が帰国した翌々日（「死亡」の宣告の1か月後）に正一は死去した。79歳であった。
なお、2004年11月の第3回日朝実務者協議で北朝鮮側は、2002年に日本政府調査団に提供された8人の死亡確認書と横田めぐみの病院死亡台帳が「本来存在しないものを捏造した」ものであることを認めた。

## 安否・目撃情報
蓮池祐木子（旧姓：奥土）の証言によれば、蓮池祐木子と増元るみ子の2人は1978年秋から1979年10月25日まで約1年間、平壌中心部や郊外の招待所を転々としながらともに生活した。るみ子が拉致されて工作船で北朝鮮に連れてこられたとき、工作員に抱えられて下船するほど衰弱していたという。招待所では「るみちゃん」「祐木子ちゃん」と互いに呼び合い、長身のるみ子は招待所の職員からは「大きい先生」と呼ばれていた。2人とも「逃げたら軍が捕まえる」と脅された上で、「相手（恋人）はもう日本に返した」とだまされてから、「ここで私は生きていかなければならない」と覚悟したという。
蓮池は、るみ子の印象について「背が高くてスマート、おだやかな性格で優しかった」と振り返っている。また、当初はずっと泣いており、洋服ダンスのなかでも泣いていたという。2人で生活するようになってからは、招待所のベランダに出て外を眺めながら「帰りたいねえ」とお互い話したが、拉致直後にたくさん泣いたので招待所で泣くことはなかったという。るみ子が鹿児島ではよく作り、父の正一が好きだったスイカの皮の漬物を作ったことをよく覚えており、卓球が上手だったこと、朝鮮語の歌を上手に歌ったことを蓮池はよく記憶している。北朝鮮側は、るみ子と市川修一が1979年7月に結婚して、市川が同年9月に死亡したと日本側に説明したことがあるが、その説明は蓮池の手紙と矛盾しており、北朝鮮側の説明に虚偽がまじっていることが浮き彫りとなった。
2012年に蓮池祐木子から増元照明にあてた手紙を分析した惠谷治の解説によれば、るみ子は、おそらくは鹿児島から南浦連絡所に連れていかれ、最初は、平壌のおそらく興富招待所に入居させられたものと推測される。そして翌年になって冷泉招待所に移され、最後は、春ごろに順安招待所に移らされたが、このように頻繁に居所を移動させることについては自分の位置を悟らせない意識が北朝鮮側にはたらいているものと推測される。蓮池祐木子は、招待所の賄い婦から「あなたの知っている日本人（るみ子）に子供が生まれた」という話を聞いており、るみ子には子供が2人いたという噂も聞いた。
安明進が増元るみ子を目撃したのは、1988年から1990年にかけて、工作員養成機関の金正日政治軍事大学においてであり、身長160センチメートルくらい、年齢は30代半ばから後半くらいにみえ、髪はパーマ、靴はローヒール、横田めぐみや加藤久美子と一緒におり、既婚者という印象を受けたという。